# Citrus × volkameriana
Citrus × volkameriana Pasq., 1867 è un agrume detto comunemente "limone rosso" per il colore e la forma del frutto.

## Descrizione
I fiori bianchi hanno tepali lunghi fino a 2 centimetri, sfumati di rosa all'esterno. Il frutto maturato ha la scorza piuttosto spessa che varia dal giallo-arancione, fino a un giallo uovo, a terminare con un bel color carota; la polpa ha un sapore simile a quello del Citrus × limon o limone comune, la polpa è di colore chiaro e portante dei semi.

## Coltivazione
La riproduzione avviene per innesto o più difficilmente per margotta o talea, se propagato per seme fruttifica ma solo dopo diversi anni. Innaffiare ogni due-tre giorni in estate, ogni quindici-venti giorni in inverno (non è detto che come tutti i Citrus resista d'inverno). Utilizzare terreni per agrumi.